# Schnittlauchinsel
Le Schnittlauchinsel est une île du lac de Walenstadt, sur le territoire de Quarten dans le canton de Saint-Gall.